# Sedna pirata
För andra betydelser, se Sedna.
Sedna pirata är en spindeldjursart som beskrevs av Muma 1971. Sedna pirata ingår i släktet Sedna och familjen Mummuciidae. Inga underarter finns listade i Catalogue of Life.